# Alfred Bosch
Alfredo Bosch Pascual (Barcelona, 17 de abril de 1961) es un novelista, ensayista y político español. Ha sido cabeza de lista de Esquerra Republicana de Catalunya en las elecciones generales de 2011 y candidato a la alcaldía de Barcelona por ese mismo partido en las elecciones municipales de 2015. Desde 2018 hasta 2020 fue consejero de Asuntos Exteriores, Relaciones Institucionales y Transparencia del Gobierno de Cataluña.

## Biografía
Ha publicado un buen número de novelas, alguna recopilación de relatos y ha participado en antologías. Su narrativa suele contar con una depurada ambientación histórica, un importante decorado viajero y un especial enfoque psicológico de los personajes. Muchas de sus obras han sido traducidas al castellano y otras lenguas.
Como ensayista, se ha centrado en las reflexiones sobre la realidad africana, pero también ha hecho incursiones en el debate sobre Europa y la sociedad catalana. Colabora en varios medios de comunicación de forma regular. Ha sido profesor de la Universidad Pompeu Fabra, de la Universidad de Chicago y otras.
El 20 de noviembre de 2011 fue elegido diputado en las elecciones generales de 2011, como cabeza de lista de la coalición independentista catalana formada por Esquerra Republicana de Catalunya, Reagrupament y Catalunya Sí. Anteriormente ya había sido militante del ERC, aunque había renunciado para convertirse en portavoz de Barcelona Decideix, plataforma organizadora de una consulta popular sobre la independencia de Cataluña en la Ciudad Condal el 10 de abril de 2010.

### Líder de ERC en Barcelona
En julio de 2014 se celebraron primarias en ERC para elegir el candidato a la alcaldía de Barcelona y Alfred Bosch, en pugna con Oriol Amorós para hacerse con el puesto, consiguió ganarlas. Como candidato a la alcaldía de Barcelona su partido pasó de 2 a 5 concejales y quedó la cuarta fuerza más votada, igualando los mejores resultados de la formación republicana en la capital catalana Actualmente, es el presidente del grupo municipal de ERC en el Ayuntamiento de Barcelona, desde donde se ha erigido como alternativa al gobierno actual de Ada Colau. 

### Consejero en el Gobierno Torra
El 23 de noviembre de 2018 es nombrado consejero de Acción Exterior, Relaciones Institucionales y Transparencia de la Generalidad de Cataluña en sustitución de Ernest Maragall.
El 9 de marzo de 2020 dimite tras conocerse los casos de acoso sexual de su exjefe de gabinete.

## Obras

### Novela
- L'Atles Furtiu, 1998
- Àlia la Sublim, 2000
- L'Avi, 2001
- Trilogía 1714, 2002
- Les Set Aromes del Món, 2004
- Heretaràs la Rambla, 2005
- Inquisitio, 2006

### Narraciones
- Fulls Impermeables, 1984
- Cronicàlia, 1986
- Herois d'Azània, 1996

### Ensayo
- Nelson Mandela, l'últim home-déu, 1995
- La Vía Africana, 1997 (Premio Joan Fuster de ensayo)
- El Imperio que nunca existió, 2001
- Europa sense embuts, 2002
- Catalans, 2006
- I Ara Què?, 2011

## Premios
- 1994 Carles Rahola por Nelson Mandela...
- 1995 Documenta por Herois d'Azània
- 1996 Joan Fuster por La Vía Africana
- 1997 Sant Jordi por L'Atles Furtiu
- 2000 Nèstor Luján por L'Avi
- 2004 Ramon Llull por Les Set Aromes del Món
- 2006 Prudenci Bertrana por Inquisitio

| Predecesor: Gemma Lienas | Premio Ramon Llull de novela 2004 | Sucesor: Lluís-Anton Baulenas |

## Cargos políticos
| Predecesor: Joan Ridao      | Portavoz de ERC en el Congreso de los Diputados 2011 - 2016                                                           | Sucesor: Joan Tardà                               |
| Predecesor: Ernest Maragall | Consejero de Asuntos Exteriores, Relaciones Institucionales y Transparencia de la Generalidad de Cataluña 2018 - 2020 | Sucesor: Bernat Solé (interinamente Teresa Jordà) |